# Benedetto Pareto
Benedetto Pareto (fl. XVI secolo) era un contadino della parrocchia di San Bartolomeo di Livellato, vissuto a cavallo tra il XV e il XVI secolo, passato alla storia in quanto sarebbe stato testimone di un'apparizione della Vergine Maria, da cui ebbe origine il culto della Madonna della Guardia.

## L'apparizione
Secondo la tradizione, l'apparizione di Maria al contadino Pareto ebbe luogo il 29 agosto 1490 sul Monte Figogna.
La storia della presunta apparizione è riportata in un memoriale notarile del 1530 da tre testimoni, verosimilmente tre contadini della Val Polcevera, che tra i primi accorsero all'appello del Pareto che cercava uomini e mezzi per la costruzione della primordiale Cappella.
Il memoriale descrive il Pareto come un uomo umile e pio, che acconsentì con entusiasmo alla richiesta che la Madonna gli avrebbe fatto di dedicarle una cappella sulla vetta del Monte Figogna.
Ma, lungo la strada di casa, venne dissuaso dalla moglie, la quale temeva per il danno alla reputazione che una storia così singolare avrebbe provocato tra la gente del paese.
Questa inadempienza sarebbe costata al Pareto una grave caduta da un albero di fico.
Ormai moribondo e giudicato spacciato, gli sarebbe stata offerta una nuova opportunità ed egli, in cambio della grazia della guarigione, si impegnò a mantenere la promessa fatta.

## La casa del veggente
Fonti storiche locali riferiscono che la sua famiglia viveva presso la località denominata ancora oggi dei Pareti, dove fino all'inizio del XX secolo erano ancora visibili i resti di un'abitazione a lui attribuita.
Oggi in quel luogo sorge un complesso di due cappelle. La più grande venne edificata intorno al 1905, su commissione dell'allora parroco di Livellato don Eugenio Carossio, ed è stata affrescata tra il 1989 e il 1990 dal pittore e sacerdote genovese don Francesco Boccardo, con scene tratte dal racconto dell'apparizione o tratte dalla storia più recente del santuario, quali la visita di papa Giovanni Paolo II nel 1985.
La seconda cappella, più piccola, custodisce una lapide del 1818, posta in quel luogo dall'Onorevole Masseria del Santuario, dove si legge:
"In queste macerie vedi gli avanzi dell'abituro in cui soggiornava quel Benedetto Pareto al quale apparve la Regina del Cielo il 29 agosto 1490 e gli die' grazia di erigere in nome di Lei il tempio che torreggia in vetta al Figogna".
Ogni anno, la seconda domenica di settembre, la cappella, detta della "II Apparizione", è meta di una solenne processione religiosa, organizzata dai parrocchiani di Livellato e dalla loro Confraternita.
Nonostante l'umile origine, il cognome è attestato appartenere a nobile famiglia italiana originaria di Genova e Ovada:

## Le notizie della tradizione orale
Le notizie sulla vita del Pareto, al di là di quelle relative al presunto evento soprannaturale, sono poche e desunte soprattutto da fonti orali.
Tra le scarse notizie, dall'iconografia tradizionale si desume che egli praticava la pastorizia, portando a pascolare il suo piccolo gregge lungo le pendici del monte Figogna; e dalla stessa sappiamo che presso la casa egli si prendeva cura di alcuni alberi da frutto, uno dei quali, un fico, gli provocò il drammatico incidente che la devozione attribuì al suo aver disatteso alla richiesta di Maria.
La tradizione orale riporta i nomi della moglie, Teresa, e dei figli Bartolomeo e Pasquale, che forse realizzarono il primo piccolo albergo nei pressi della prima cappella. I loro discendenti edificarono intorno al 1651 un luogo di ristoro, nel bivio tra la strada per Livellato e l'appena realizzata direttrice per il Santuario.

## La devozione dopo la sua morte
Dopo la morte, la devozione popolare attribuì al Pareto l'appellativo di beato, utilizzato nonostante la mancanza del riconoscimento ufficiale della Chiesa..
Una parte delle sue ossa fu conservata fino alla metà del XIX secolo in una cassetta di legno barocca, custodita nella chiesa di Livellato. Nel 1842, su decreto vescovile, venne rimossa e le ossa furono gettate in una fossa comune.
Quelle custodite a tutt'oggi nell'oratorio di Livellato sono state riesumate all'inizio del XX secolo, ma recenti analisi scientifiche ne hanno rivelato la non autenticità.
Nel 1998 furono riportate al santuario del Figogna alcune ossa ritenute di Benedetto Pareto, molto più numerose di quelle conservate a Livellato, e custodite per oltre settant'anni nel santuario della Madonna della Guardia di Tortona, fondato da don Luigi Orione. Le presunte reliquie, analizzate e ritenute non autentiche, sarebbero state cedute negli anni venti del XX secolo dall'allora rettore del Santuario mariano del Figogna, monsignor Clemente Malfatti, all'amico don Orione, in procinto di erigere a Tortona un grandioso santuario dedicato alla Madonna della Guardia.